# Ophisma tropicalis
Ophisma tropicalis là một loài bướm đêm trong họ Erebidae.